# Hans Lutter
Hans Lutter (* 29. April 1928 in Magdeburg; † 1. März 2009) war ein deutscher marxistischer Philosoph in der DDR und lehrte an der Pädagogischen Hochschule Güstrow.

## Biografie
Hans Lutters berufliche und politische Entwicklung kann schlagwortartig so zusammengefasst werden: Arbeiterkind – Maurer – Neulehrer – Schuldirektor – Schulrat – Lehrerbildner – Diplom (Berlin 1960) – Promotion (Jena 1966) – Habilitation (Potsdam 1971) – Dozent – Professor.
Einer Familientradition folgend, trat er im Jahr 1945 als Maurer der SPD bei und wurde durch die Zwangsvereinigung von SPD und KPD Mitglied der SED, deren Mitglied er auch nach der Umbenennung in PDS blieb. Erst im Jahr 2006 trat er aus dieser Partei aus. 
Nach der Habilitation im Jahr 1971 an der Pädagogischen Hochschule Potsdam wurde er 1972 zum Gründungsrektor der Pädagogischen Hochschule Güstrow, die er bis 1988 leitete und maßgeblich durch seine marxistische und atheistische Weltanschauung prägte. Bis zur Entlassung im Jahr 1990 lehrte er dort in der Sektion Marxismus-Leninismus. So begründete er in Güstrow eine Forschungsgruppe Marxistisch-leninistische Religionswissenschaft, die sich mit dem Protestantismus in der DDR befasste. Mit ähnlichen Interessen forschte Olof Klohr in Wustrow an der Seefahrtsschule parallel zum Katholizismus in der DDR. Die PH Güstrow wurde 1991 geschlossen.
Von 1971 bis 1990 war Lutter Abgeordneter des Bezirkstages Schwerin und davon zehn Jahre Vorsitzender der ständigen Kommission Bildungswesen. Nach der Wende war er in den Jahren 1994 bis 2000 stellvertretender Bundesvorsitzender des Deutschen Freidenkerverbandes.
Seit 1963 war er auf dem Gebiet des so genannten „Wissenschaftlichen Atheismus“ tätig. Zwar verwarf er im Jahr 1988 mit seinem Forschungskollektiv diesen Begriff als unwissenschaftlich, ohne deswegen jedoch seine Arbeit auf dem Gebiet des Atheismus und der marxistischen Religionswissenschaft aufzugeben.
Im Verlaufe der Wende und friedlichen Revolution wurde er im Mai 1990 in den Vorruhestand entlassen und sein Lehrstuhl abgewickelt.
Im Dezember 1990 begründete er darauf als verantwortlicher Redakteur die Zeitschrift „Berliner Dialog-Hefte“, späterer Name „Neue Dialog-Hefte“. Im Jahr 1998 fand in Berlin ein Ehrenkolloquium anlässlich seines 70. Geburtstages statt. 2004 beendete er aus Altersgründen mit Heft 60 die Zeitschrift.

## Auszeichnungen und Ehrungen
- 1974 Verdienstmedaille der DDR
- 1974 Verdienstmedaille in Gold des MDI
- 1976 Verdienter Lehrer des Volkes
- 1978 Pestalozzi-Medaille in Gold
- 1978 Ehrennadel der DSF in Gold182
- 1980 Johannes-R.-Becher-Medaille des Kulturbundes in Silber
- 1980 Vaterländischer Verdienstorden in Silber
- 1984 Karl-Marx-Orden
- 1988 Ehrenurkunde für 40-jährige Tätigkeit als Volkslehrer

## Schriften
- Gegensätze zwischen Weltanschauungen sind keine Gegensätze zwischen Menschen. In: Manfred Isemayer (Hg.): Humanismus ist die Zukunft. Humanistischer Verband, Berlin 2006, S. 167–182